# NGC 2199
NGC 2199 ist eine Spiralgalaxie vom Hubble-Typ Sa im Sternbild Tafelberg (Mensa) am Südsternhimmel. Sie ist schätzungsweise 199 Millionen Lichtjahre von der Milchstraße entfernt und hat einen Durchmesser von etwa 115.000 Lj.
Das Objekt wurde am 8. Februar 1836 von John Herschel entdeckt.